# Rho de la Verge
Rho de la Verge (ρ Virginis) és un estel en la constel·lació de la Verge de magnitud aparent +4,87. Encara que actualment no té nom tradicional, a la Xina rebia el títol de Kew Heang, «els nou oficials de l'estat», en el qual s'incloïen alguns estels menors. S'hi troba a 120 anys llum de distància del Sistema Solar.
Rho de la Verge és un estel blanc de la seqüència principal de tipus espectral A0V. El seu radi és un 55% més gran que el radi solar i és 23 vegades més lluminós que el Sol. Té una velocitat de rotació d'almenys 154 km/s. És un estel químicament peculiar la temperatura superficial del qual és incerta, variant segons la font consultada entre 8800 i 9506 K. Estel variable del tipus Delta Scuti, mostra una variació en la seva lluentor de 0,02 magnituds. És molt més jove que el Sol, amb una antiguitat que pot ser de només 10 milions d'anys. Així mateix, forma part del reduït grup de les anomenades estrelles Lambda Bootis, la naturalesa de la qual encara avui no és ben coneguda.
Observacions dutes a terme en banda submilimètrica i infraroig proper han posat de manifest l'existència d'un disc circumestel·lar de pols al voltant de Rho Virginis. El disc, de 37 ua de radi, té una temperatura aproximada de 90 K.